# Jacob Laursen
Jacob Thaysen Laursen (ur. 6 października 1971 w Vejle) – piłkarz duński grający na pozycji środkowego obrońcy.

## Kariera klubowa
Laursen pochodzi z miasta Vejle. Tam też rozpoczął piłkarską karierę w klubie Vejle Kammeraterne, a czasem podjął treningi w bardziej znanym Vejle BK. W 1989 roku zadebiutował w jego barwach w pierwszej lidze duńskiej i za swoją postawę został wyróżniony tytułem Piłkarza Roku poniżej 19 lat. W zespole Vejle Jacob występował do 1992 roku i opuścił go po spadku do drugiej ligi. Wtedy też przeszedł do Silkeborga. W Silkeborgu podobnie jak w Vejle był podstawowym zawodnikiem, a z czasem stał się filarem linii obrony. W 1994 roku osiągnął swój pierwszy większy sukces w karierze, którym było zdobycie mistrzostwa Danii.
Latem 1996 roku Jacob opuścił Silkeborg i trafił do angielskiego Derby County, które zapłaciło za niego pół miliona euro. W Premiership zadebiutował 17 sierpnia w zremisowanym 3:3 domowym spotkaniu z Leeds United. W Derby występował przez cztery sezony i gra w pierwszym składzie. Przez ten okres rozegrał 137 ligowych spotkań, w których zdobył 2 bramki.
W 2000 roku Laursen wrócił do Danii. Został zawodnikiem FC København. Już w sezonie 2000/2001 pomógł FCK w wywalczeniu mistrzostwa kraju, swojego drugiego w dotychczasowej karierze. W Kopenhadze grał też przez rundę jesienną sezonu 2001/2002. Na wiosnę trzykrotnie bywał wypożyczany, najpierw na dwa miesiące do Leicester City, następnie na miesiąc do Wolverhampton Wanderers, dla którego nie rozegrał żadnego ligowego spotkania, a następnie do Aarhus GF.
Latem 2002 Laursen przeszedł do austriackiego Rapidu Wiedeń (wcześniej odmówił transferu do PAOK-u Saloniki, ale nie zdołał przebić się do pierwszego składu i był tylko rezerwowym dla Ferdinanda Feldhofera oraz Güntera Schießwalda. Latem 2003 wrócił do Vejle, a karierę piłkarską zakończył w 2005 roku w barwach FC Fredericia.
| Sezon   | Klub                    | Kraj    | Rozgrywki    | Mecze | Bramki |
| ------- | ----------------------- | ------- | ------------ | ----- | ------ |
| 1989    | Vejle BK                | Dania   | 1. liga      | 10    | 1      |
| 1990    | Vejle BK                | Dania   | 1. liga      | 22    | 1      |
| 1991    | Vejle BK                | Dania   | Superligaen  | 18    | 0      |
| 1991/92 | Vejle BK                | Dania   | Superligaen  | 17    | 1      |
| 1992/93 | Silkeborg IF            | Dania   | Superligaen  | 32    | 0      |
| 1993/94 | Silkeborg IF            | Dania   | Superligaen  | 30    | 1      |
| 1994/95 | Silkeborg IF            | Dania   | Superligaen  | 31    | 3      |
| 1995/96 | Silkeborg IF            | Dania   | Superligaen  | 32    | 4      |
| 1996/97 | Derby County            | Anglia  | Premiership  | 36    | 1      |
| 1997/98 | Derby County            | Anglia  | Premiership  | 28    | 1      |
| 1998/99 | Derby County            | Anglia  | Premiership  | 37    | 0      |
| 1999/00 | Derby County            | Anglia  | Premiership  | 36    | 1      |
| 2000/01 | FC København            | Dania   | Superligaen  | 28    | 3      |
| 2001/02 | FC København            | Dania   | Superligaen  | 17    | 0      |
| 2001/02 | Leicester City          | Anglia  | Premiership  | 10    | 0      |
| 2001/02 | Wolverhampton Wanderers | Anglia  | Division One | 0     | 0      |
| 2001/02 | Aarhus GF               | Dania   | Superligaen  | 5     | 0      |
| 2002/03 | Rapid Wiedeń            | Austria | Bundesliga   | 8     | 0      |
| 2003/04 | Vejle BK                | Dania   | 2. liga      | 9     | 0      |
| 2004/05 | FC Fredericia           | Dania   | 2. liga      | 33    | 1      |

## Kariera reprezentacyjna
W reprezentacji Danii Laursen zadebiutował 8 stycznia 1995 roku w wygranym 2:0 spotkaniu King Fahd Cup z Arabią Saudyjską. W 1996 roku wystąpił w jednym spotkaniu Euro 96 przeciwko Chorwacji, przegranym przez Danię 0:3. W 1998 roku został powołany przez Bo Johanssona do kadry na Mistrzostwa Świata we Francji. Tam wystąpił jedynie w przegranym 1:2 meczu z Francją. W 1999 roku rozegrał swój ostatni mecz w duńskiej kadrze, a łącznie wystąpił w niej 25 razy. Wcześniej w 1992 roku wystąpił wraz z kadrą olimpijską na Igrzyskach Olimpijskich w Barcelonie.